# Jungle Cruise
Jungle Cruise (bra: Jungle Cruise; prt: Jungle Cruise: A Maldição nos Confins da Selva) é um filme norte-americano de aventura e fantasia dirigido por Jaume Collet-Serra a partir de uma história de Glenn Ficarra & John Requa e um roteiro escrito por Michael Green, Ficarra e Requa, baseado na atração do parque temático de Walt Disney de mesmo nome. Produzido pela Walt Disney Pictures, o filme é estrelado por Dwayne Johnson, Emily Blunt, Édgar Ramírez, Jack Whitehall, Jesse Plemons e Paul Giamatti.
Jungle Cruise teve sua première no Disneyland Resort em Anaheim, Califórnia no dia 24 de julho de 2021 e foi lançado nos Estados Unidos e no Brasil em 30 de julho de 2021, simultaneamente nos cinemas e através do Disney+ com Premier Access.

## Enredo
Tendo lugar durante o início do século XX, um capitão chamado Frank leva uma cientista e o seu irmão numa missão a uma floresta, a fim de encontrarem uma árvore que se crê possuir poderes curativos. O tempo inteiro, o trio deve lutar contra animais selvagens perigosos e com a concorrência alemã.

## Elenco
- Dwayne Johnson como Frank, o capitão do barco
- Emily Blunt como Dra. Lily Houghton, uma cientista excêntrica, aventureira e virtuosa em busca da cura mágica de uma árvore
- Édgar Ramírez como Aguirre[4]
- Jack Whitehall como McGregor, o irmão mais novo de Lily[5]
- Jesse Plemons como Príncipe Joachim, um vilão[6]
- Paul Giamatti como Nilo, um rude mestre do porto
- Andy Nyman como Sir James Hobbs-Cunningham[6]
- Quim Gutiérrez como Melchor[6]
- Dani Rovira como Sancho[6]
- Veronica Falcon como Trader Sam[6]
- Simone Lockhart como Anna

## Produção

### Primeiras versões
Em setembro de 2004, foi anunciado que Jungle Cruise seria desenvolvido para a Mandeville Films, com roteiro de Josh Goldstein e John Norville. O filme foi vagamente inspirado na atração do parque temático de mesmo nome. O filme foi anunciado para acontecer no século XX. Em fevereiro de 2011, foi anunciado que Tom Hanks e Tim Allen, que já haviam trabalhado juntos na franquia de Toy Story, estrelariam o filme de longa gestação, com roteiro a ser escrito por Roger S. H. Schulman.

### Pré-produção
Em dezembro de 2018, foi confirmado que o personagem do ator Jack Whitehall seria homossexual e teria uma cena de amor no filme com Dwayne Johnson. Esta seria a segunda incidência de um personagem gay em um filme da Disney, sendo o primeiro Le Fou, interpretado por Josh Gad, na adaptação live-action de 2017 de A Bela e a Fera. Houve alguma reação sobre a decisão, com alguns expressando indignação com o fato de um homem heterossexual ter sido escolhido como um personagem gay.

### Seleção do elenco
Em 9 de agosto de 2015, foi anunciado que a Walt Disney Pictures estava reconstruindo a sua adaptação cinematográfica baseada em Jungle Cruise, com Dwayne Johnson no papel principal. O roteiro é escrito por John Requa e Glenn Ficarra, e o filme será produzido por John Davis e John Fox com a intenção de voltar às raízes de seu período. Em abril de 2017, Dwayne Johnson expressou seu interesse em ter Patty Jenkins no comando do projeto, mas em julho de 2017, Jaume Collet-Serra foi anunciado como diretor do filme,
Em janeiro de 2018, Emily Blunt se juntou ao elenco. Naquele mesmo mês, Michael Green teria reescrito o roteiro, previamente trabalhado por Patrick McKay e J.D. Payne. Em março de 2018, Jack Whitehall se juntou ao elenco para retratar o irmão do personagem de Blunt. Em abril de 2018, Édgar Ramírez e Jesse Plemons se juntaram ao elenco para retratar os vilões, sendo o primeiro "um homem com ideais de conquistador". Em maio de 2018, Paul Giamatti juntou-se ao elenco para retratar um "porteiro rabugento".  Em junho de 2018, Quim Gutiérrez se juntou ao elenco para retratar um dos vilões.
Em dezembro de 2018, foi relatado que o personagem de Whitehall seria gay e teria uma cena onde sairia do armário no filme com Johnson. Essa seria a segunda incidência de um personagem gay em um filme live-action da Disney, sendo o primeiro Le Fou, retratado por Josh Gad, na adaptação de 2017 de Beauty and the Beast. Houve reação negativa em relação ao relatório, com alguns expressando raiva online sobre um homem heterossexual sendo escalado como um personagem gay do "acampamento".

### Filmagens
A produção principal do filme começou em 14 de maio de 2018, no Havaí. e as mesmas foram encerradas no dia 14 de setembro.

### Pós-produção
Joel Negron é o editor do filme, com Industrial Light & Magic, Industrial Light & Magic, Rodeo FX, Rising Sun Picture e Weta Digital fornecerão os efeitos para o filme.

### Música
Em 23 de janeiro de 2019, foi anunciado que James Newton Howard foi contratado para compor a partitura da trilha sonora do filme. Em 4 de agosto de 2020, o baterista do Metallica Lars Ulrich revelou que a banda e Howard trabalharam em uma versão instrumental da música "Nothing Else Matters" para o filme. De acordo com Ulrich, a banda entrou no filme depois que o presidente da Walt Disney Pictures e fã do Metallica Sean Bailey, que "sempre procurou a combinação certa onde havia uma maneira de o Metallica contribuir para algum projeto [da Disney]", sentiu que Jungle Cruise foi "o ajuste certo" para a banda e a Disney colaborarem.

## Lançamento
Jungle Cruise foi lançado nos Estados Unidos e no Brasil em 30 de julho de 2021, simultaneamente nos cinemas e na Disney+ com Premier Access por US$ 30 e R$ 69,90 no Brasil. Inicialmente, estava previsto para 11 de outubro de 2019 antes de ser adiado para 24 de julho de 2020, e foi adiado para sua data atual devido à pandemia de COVID-19.
Em 13 de maio de 2021, a Disney anunciou que o filme seria lançado simultaneamente nos cinemas e na Disney+ com Premier Access, com Deadline Hollywood relatando que depois de receber várias opções da Disney, os cineastas tomaram a decisão ir com o lançamento simultâneo devido ao contínuo fechamento de cinemas em mercados como Brasil e Europa devido a picos de casos COVID-19.